# Адигезалов, Аскер-бек
Аскер-бек Хагверди-бек оглы Адыгеза́лов (псевдоним — Горани; 3 [15] мая 1857, Горан, Елизаветпольский уезд, Тифлисская губерния, Российская империя — 9 [22] марта 1910, Елизаветполь, Елизаветпольский уезд, Елизаветпольская губерния, Российская империя) — азербайджанский писатель, актер, театральный критик, переводчик и журналист.

## Биография
Аскер-бек Адыгезалов родился 3 (15) мая 1857 года в селе Горан-Бояхмедли (ныне Горан). Он был внуком азербайджанского историка, автора исторического произведения «Карабаг-наме» Мирзы Адигезаль-бека. Окончил Бакинскую городскую гимназию с золотой медалью. Затем поступил в Петровскую земледельческую академию в Москве. После окончания академии в 1878 году вернулся на родину. Он был губернским секретарём, коллежским асессором, советником по имуществу. Работал помощником судьи уездного судьи Елизаветпольской (Гянджинской) губернии, помощником прокурора в прокуратуре Тифлисского районного суда, главой Гянджинского муниципалитета в течение пяти лет, почётным надзирателем Михайловской школы в Елизаветполе (Гянджа). В Гяндже за свой счет он открыл школу для девочек.
Скончался 9 (22) марта 1910 года в Гяндже, похоронен на старом городском кладбище Сябзикар. Над его могилой воздвигнут кирпичный тюрбе (склеп).

## Творчество
Аскер-бек Адыгезалов был одним из первых азербайджанских театральных актёров. Ещё будучи гимназистом принимал участие в любительских спектаклях М. Ф. Ахундова. В 1873 году в комедии «Визирь Лянкяранского ханства» исполнил роль Теймура ага, чуть позже сыграл главную роль в комедии «Гаджи Кара» М. Ф. Ахундова.
Адыгезалов был автором театральных и художественных произведений. В его комедии «Проделки в старости» (издана в 1892 году в Тифлисе) критикуются феодально-патриархальные нравы. Роман Адыгезалова «Чёрный ветер» посвящён походу Ага Мухаммед шаха Каджара на Кавказ. Также написал пьесу «Годжалыгда уоргалыг» и водевиль «Hənək, hənək, axırı dəyənək». Перевёл на азербайджанский язык некоторые поэтические произведения Пушкина и Лермонтова.